# Telomerază
Telomeraza este o enzimă care a fost găsită în nucleul celular, ea este alcătuită dintr-o proteină (TERT) și un lanț acid ribonucleic (TR). Enzima a fost descoperită în anul 1985 de către cercetătoarele americane Elizabeth Blackburn și Carol Greider, ea a fost găsită în protistul ciliat Tetrahymena, din grupa Ciliofore. Pentru această descoperire ele au primit premiul Paul-Ehrlich în anul 2009, și împreună cu Jack W. Szostak, Premiul Nobel pentru Fiziologie sau Medicină. Enzima este revessul unei transcriptaze, care utilizează ca matriță acidul ribonucleic.